# 吴道镕
吴道镕（1852年—1936年5月18日），原名国镇，字玉臣，号用晦，晚号澹庵，祖籍浙江会稽，寄籍广东番禺。
吴道镕于光绪六年（1880年）中庚辰科进士，同年五月，改翰林院庶吉士。光緒十二年四月，散館，授翰林院編修，后师从李文田。其后回广州以教书为业，曾在三水肄江学院、惠州丰湖书院、潮州金山书院、韩山书院、广州应元书院等书院主讲。光绪二十年（1894年）两广大学堂改为广东高等学堂后，他曾出任监督（校长）。后又任学部谘议、广东学务公所议长。